# Стефанув-Барчевський-Первши
Стефанув-Барчевський-Первши (пол. Stefanów Barczewski Pierwszy) — село в Польщі, у гміні Бжезньо Серадзького повіту Лодзинського воєводства.
Населення — 120 осіб (2011).
У 1975-1998 роках село належало до Серадзького воєводства.

## Демографія
Демографічна структура станом на 31 березня 2011 року:
|          | Загалом | Допрацездатний вік | Працездатний вік | Постпрацездатний вік |
| -------- | ------- | ------------------ | ---------------- | -------------------- |
| Чоловіки | 62      | 14                 | 38               | 10                   |
| Жінки    | 58      | 7                  | 36               | 15                   |
| Разом    | 120     | 21                 | 74               | 25                   |